# کریم-سارایوو
کریم-سارایوو (انگلیسی: Krym-Sarayevo) یک شهرک در ناحیه شهری نفتکامسک در استان باشقیرستان کشور روسیه است.